# Gould (Arkansas)
Gould – miasto w Stanach Zjednoczonych, w stanie Arkansas, w hrabstwie Lincoln.